# Окултизъм
Окултизъм (на латински: occultus – „скрит, таен“) е „знание за скритото“ или „знание за паранормалното“, за разлика от фактите и „познанието на измеримото“, обикновено наричано наука. Понякога понятието се подразбира като знание, предназначено само за определени хора или просто скрито, но за повечето практикуващи окултисти то представлява изучаване на по-дълбока духовна реалност, която разширява чистия разум и физическите науки. Термините езотерични и тайнственост също могат да се използват за описване на окултното, в допълнение към техните значения, несвързани със свръхестественото.
Окултизмът обикновено се свързва с мистични течения. Те постулират съществуването на нематериална реалност, която има собствени принципи, неподвластни на физичните закони и определящи ги. В много случаи окултизмът и езотеризмът се определят като синоними. В научните среди окултизмът се приема със скептицизъм и се определя като лъженаука.
Терминът philosophia occulta е въведен през XVI век от Хайнрих Корнелий Агрипа фон Нетесхайм, а терминът окултни науки за астрология, алхимия и магии. Терминът окултизъм се появява през XIX век във Франция, където се свързва с различни френски езотерични групи на Елифас Леви и Папюс, а през 1875 г. е въведен на английски език от езотеристката Елена Блаватска. През XX век е използван от редица различни автори, но от XXI век е в широка употреба, включително от академични среди, занимаващи се с езотериката, позовавайки се на редица езотерични течения от средата на XIX век и последвалите ги. Окултизмът често се използва за категоризиране на такива езотерични традиции като спиритизъм, теософия, антропософия, Херметически орден на Златната зора и Нова епоха.
Особено от края на XX век различни автори са използвали окултизма като субективно прилагателно. В тази употреба окултното е категория, в която се поставят различни вярвания и практики, ако се смята, че не се вписват нито в религията, нито в науката. Окултизмът в този смисъл е много широк, обхващащ феномена като вярвания във вампири или феи и движения като уфология и парапсихология.